# Gál
A Gál Gallusz név régi magyar formájának, a Gálosnak a rövidülése.

## Rokon nevek
- Gallusz:[1] a kelta (ír) eredetű Gallo név latinos Gallus formájából származik, a jelentése gall, azaz ehhez a néptörzshöz tartozó. A gall a latinban kakast jelent.[2]
- Gálos:[1] a Gallusz név régi magyar formája.[2]

## Gyakorisága
A Gál a 16-17. században nem volt ritka név Magyarországon, az 1990-es években a Gallusszal és a Gálossal együtt szórványos név, a 2000-es években nem szerepelnek a 100 leggyakoribb férfinév között.

## Névnapok
Gál, Gálos, Gallusz
- október 16.

## Híres Gálok, Gálosok és Galluszok
- Szent Gál - ír misszionárius, bencés szerzetes
- Huszár Gál – református püspök, reformátor